# Askeaton
Askeaton, irl. Eas Géitine - miasto w hrabstwie Limerick, w Irlandii, nad rzeką Deel. W miejscowości znajdują się ruiny zamku Desmond, datowane na 1199 r. oraz franciszkańskie opactwo z 1389 r.

## Zamek Desmond

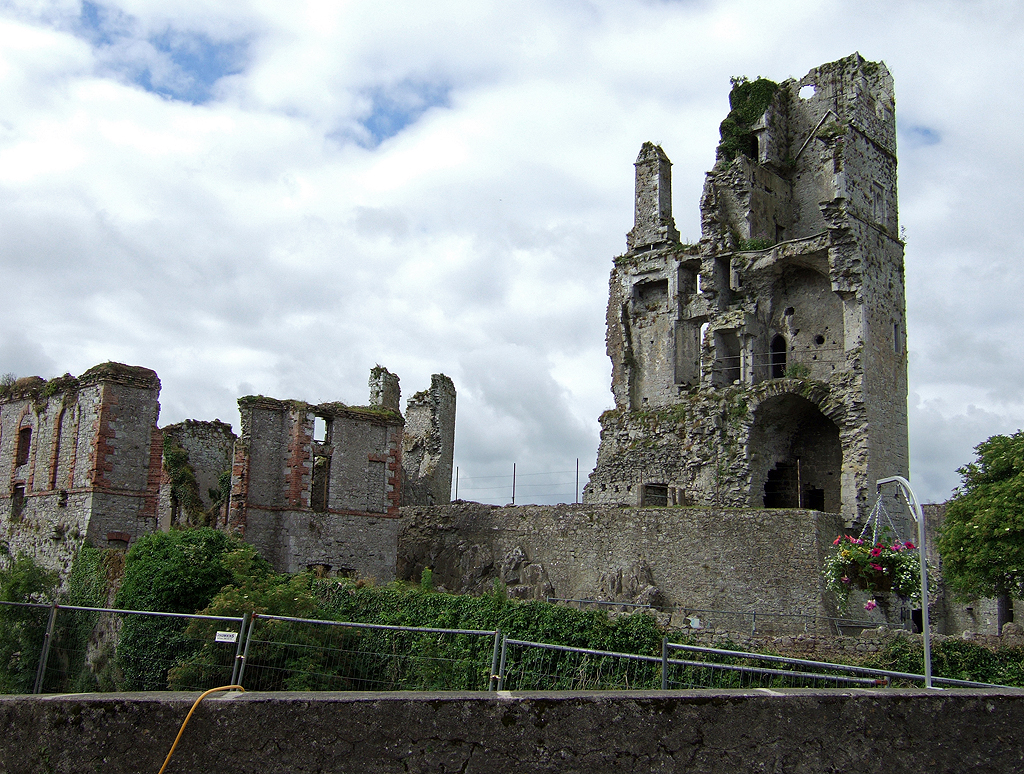
Zamek Desmond

Zamek Desmond został ufundowany przez Williama de Burgh w 1199 r. i stał się rezydencją królów Munsteru. Thomas de Clare był właścicielem zamku w 1287, ale w 1318 r. król Edward II przekazał go Robertowi de Welle. W 1348 roku stał się główną rezydencją hrabiów Desmondu.

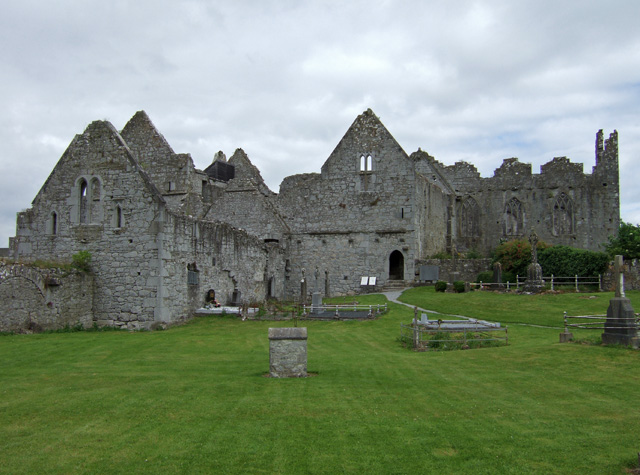
Opactwo w Askeaton

W XV wieku zamek przeszedł przebudowę, a w 1579 został zaatakowany przez siły angielskie, kiedy to hrabiowie Desmondu zbuntowali się przeciwko angielskiej koronie. Nie udało im się jednak zdobyć twierdzy przeciwnika, więc spalili miasto, i zaatakowali opactwo. W 1652 r. zamek został częściowo rozebrany przez siły Olivera Cromwella i w takiej formie pozostał do dziś.